# Касселтон (Північна Дакота)
Касселтон (англ. Casselton) — місто (англ. city) в США, в окрузі Кесс штату Північна Дакота. Населення — 2479 осіб (2020).

## Географія
Касселтон розташований за координатами 46°53′50″ пн. ш. 97°12′44″ зх. д. / 46.89722° пн. ш. 97.21222° зх. д. (46.897166, -97.212205).  За даними Бюро перепису населення США в 2010 році місто мало площу 4,92 км², з яких 4,85 км² — суходіл та 0,08 км² — водойми.

## Демографія
Згідно з переписом 2010 року, у місті мешкало 2329 осіб у 874 домогосподарствах у складі 633 родин. Густота населення становила 473 особи/км².  Було 926 помешкань (188/км²).
Расовий склад населення:
| - 97,3 % — білих - 0,9 % — корінних американців - 0,1 % — чорних або афроамериканців - 0,1 % — азіатів |

До двох чи більше рас належало 1,2 %. Частка іспаномовних становила 2,4 % від усіх жителів.
За віковим діапазоном населення розподілялося таким чином: 31,4 % — особи молодші 18 років, 58,1 % — особи у віці 18—64 років, 10,5 % — особи у віці 65 років та старші. Медіана віку мешканця становила 34,6 року. На 100 осіб жіночої статі у місті припадало 105,6 чоловіків;  на 100 жінок у віці від 18 років та старших — 103,8 чоловіків також старших 18 років.
Середній дохід на одне домашнє господарство  становив 75 328 доларів США (медіана — 63 958), а середній дохід на одну сім'ю — 84 035 доларів (медіана — 71 591). За межею бідності перебувало 5,6 % осіб, у тому числі 8,7 % дітей у віці до 18 років та 1,8 % осіб у віці 65 років та старших.
Цивільне працевлаштоване населення становило 1226 осіб. Основні галузі зайнятості: освіта, охорона здоров'я та соціальна допомога — 21,9 %, роздрібна торгівля — 12,6 %, транспорт — 10,3 %, оптова торгівля — 10,3 %.